# Солдатов, Александр Васильевич
Алекса́ндр Васи́льевич Солда́тов (род. 9 июня 1947 года, Ленинград, СССР) — советский и российский философ и религиовед, специалист по философской теории бытия и философским проблемам естествознания. Доктор философских наук, профессор.

## Биография
Родился 9 июня 1947 года в Ленинграде.
В 1970 году окончил философский и в 1973 году физический факультет ЛГУ имени А. А. Жданова, а также аспирантуру философского факультета.
С 1973 года — ассистент, а с 1980 года — доцент кафедры диалектического материализма ЛГУ имени А. А. Жданова.
В 1974 году в ЛГУ имени А. А. Жданова защитил диссертацию на соискание учёной степени кандидата философских наук по теме «Понятия пространства и времени в структуре естественно-научной теории» (Специальность 09.00.08 — «Философия науки и техники»).
В 1983—1984 годах преподавал в Университете  Сантьяго-де-Куба, по возвращении продолжил работу в ЛГУ.
В 1990 году защитил диссертацию на соискание учёной степени доктора философских наук по теме «Проблема мироздания в науке и культуре» (Специальность 09.00.08 — «Философия науки и техники»).
С 1990 года — профессор и заведующий кафедрой философии и социологии факультета естественнонаучного и гуманитарного образования Санкт-Петербургского государственного морского технического университета.
С 1992 года — декан Высшего гуманитарного колледжа Санкт-Петербургского государственного морского технического университета).
С 1996 года — президент и учредитель (наряду с С. В. Соболевой и В. Л. Александровым) Санкт-Петербургской академии истории науки и техники.
С 2005 года директор Межвузовского центра по образованию в области истории и философии науки и техники Минобрнауки при СПбГМТУ.
Профессор кафедры ЮНЕСКО Института международных связей Российского государственного педагогического университета имени А. И. Герцена.
Исполнительный директор Международного фонда изучения проблем науки и богословия им. П. А. Флоренского.
Член Европейского общества по изучению науки и теологии.
Член Международного общества по изучению времени.
Член Британского научного и религиозного форума.
Автор более 150 научных работ.

## Семья
- Сын — Андрей Александрович Солдатов, кандидат социологических наук, был старшим преподавателем кафедры социологии Санкт-Петербургского государственного инженерно-экономического университета.

## Научная деятельность
В своих научных трудах А. В. Солдатов дал определение и анализ основных путей вхождения понятий пространства и времени в состав естественно-научной теории и научной картины мира. Также им предложено введение в понятийный аппарат современной науки такого термина как «мироздание», под которым понимается вся окружающая человека реальность, моделируемая научными и художественными методами и включающая в себя познающего её субъекта. А. С. Солдатовым обосновывается утверждение о трёх различных формах моделирования мироздания в историко-философском аспекте: религиозной, научной и художественной.

## Награды
- Заслуженный деятель науки Российской Федерации[2][7]
- Заслуженный деятель науки Республики Дагестан[2]

## Научные труды

### Диссертации
- Солдатов А. В. Проблемы мировоззрения в науке и культуре : автореферат дис. … доктора философских наук : 09.00.08 / ЛГУ. — Ленинград, 1990. —28 с.

### Монографии
на русском языке
- Солдатов А. В. Понятия пространства и времени в структуре естественно-научной теории. — Л.: Изд-во Ленингр. ун-та, 1981. — 72 с.
- Солдатов А. В., Цыбиков Ч. Ш. Глава IV. § 1 Эволюция астрономических объектов // Материалистическая диалектика. В 5-ти т. Под общ. ред. Ф. В. Константинова, В. Г. Марахова / Отв. ред. тома В. П. Петленко. Ред.: Ф. Ф. Вяккерев, А. С. Мамзин, В. Г. Марахов. — М.: Мысль, 1983. — Т. 3. Диалектика природы и естествознания. — С. 92—104. — 346 с. — 34 000 экз.
- Сознание как категория материалистической диалектики: монография / В. Г. Иванов, В. В. Лапицкий, Б. В. Марков, М. Л. Лезгина, Г. А. Кузнецов, Ю. Н. Сухарев, К. Н. Любутин, Д. В. Пивоваров, О. Н. Поздышева, Ю. М. Шилков, Б. А. Ерунов, И. И. Макаров, А. И. Исаков, С. В. Вороно, А. В. Демичев, М. С. Уваров, Л. В. Курбатова, А. В. Луговой, И. А. Сишко, А. В. Солдатов; под ред.: В. Г. Иванов, В. В. Лапицкий. — М.: Изд-во Ленингр. ун-та, 1989. — 168 с. — 3371 экз. — ISBN 5-288-00521-4.
- Иванов В. Г., Солдатов А. В. Проблема мироздания в науке и культуре. — СПб.: Изд-во СПбГУ, 1994. — 180 с. — ISBN 5-288-00942-2.

на других языках
- Matute M., Soldatov A. V. Problemas filosóficos y metodológicos de la matemática = Философские проблемы современной математики. — Santiago de Cuba: Universidad de Oriente — Santiago de Cuba[англ.], 1987. — 167 p.

### Статьи
- Солдатов А. В. Проблема первоначал мира и структура Вселенной // Материалы IV Европейского конгресса по науке и теологии. — Рим, 1992 (на англ. яз.);
- Солдатов А. В. Проблема альтернативного моделирования структуры мира в науке и культуре // Материалы Международной конференции по философии науки. — Пекин, 1992 (на англ. яз.);
- Солдатов А. В. Развитие философских наук в Санкт-Петербурге // Материалы XIX Международного конгресса по истории науки. — Сарагоса, 1993 (на англ. яз.)
- Солдатов А. В. К вопросу о взаимодействии науки и религии // Диалог отечественных светской и церковной образовательных традиций материалы Покровских педагогических чтений / Российский государственный педагогический университет имени А. И. Герцена, Санкт-Петербургские духовные академия и семинария, Российская академия образования и др.. — 2001. — С. 34—37.
- Солдатов А. В. Диалог светских и духовных образовательных традиций в Санкт-Петербурге (история и современность) // Взаимодействие науки, философии и религии на рубеже тысячелетий: прошлое, настоящее и будущее материалы XII Международного конгресса / Международный фонд изучения проблем науки и богословия им. П. А. Флоренского, Российский межвузовский Центр гуманитарного образования по изучению и формированию гуманитарной среды вуза, Совет ректоров вузов Санкт-Петербурга, Российский государственный педагогический университет имени А. И. Герцена, Санкт-Петербургский государственный морской технический университет, Санкт-Петербургские духовные академия и семинария, Санкт-Петербургская академия истории науки и техники. — 2002. — С. 119—120.
- Солдатов А. В. Взаимодействие научной и религиозной картин мира в изучении природных явлений // Взаимодействие науки, философии и религии на рубеже тысячелетий: прошлое, настоящее и будущее материалы XII Международного конгресса / Международный фонд изучения проблем науки и богословия им. П.А. Флоренского, Российский межвузовский Центр гуманитарного образования по изучению и формированию гуманитарной среды вуза, Совет ректоров вузов Санкт-Петербурга, Российский государственный педагогический университет им. А.И. Герцена, Санкт-Петербургский государственный морской технический университет, Санкт-Петербургские духовные академия и семинария, Санкт-Петербургская академия истории науки и техники. — 2002. — С. 120—121.
- Солдатов А. В. Наука и религия в русской религиозной философии // Вестник Русской христианской гуманитарной академии. — 2007. — Т. 8, № 2. — С. 142—146. (копия)
- Солдатов А. В., Солдатов А. А. Основные факторы формирования электорального поведения // Вестник Санкт-Петербургского университета. Серия 12. Психология. Социология. Педагогика. — 2012. — № 3. — С. 244—250.
- Солдатов А. В., Солдатов А. А. Формирование социально-политических установок граждан современной России: методология исследования // Проблемы теоретической социологии. — 2012. — № 9. — С. 168—180.
- Солдатов А. В. Развитие идеи множественности миров в европейской философии и богословии XVII-XIX веков // Известия Российского государственного педагогического университета имени А. И. Герцена. — 2012. — № 146. — С. 33—41. (копия)
- Назиров А. Э., Солдатов А. В. Наука в контексте культуры // Теория и практика сервиса: экономика, социальная сфера, технологии. — 2012. — № 3 (13). — С. 116—122. (копия)
- Солдатов А. В., Шевченко М. М. О некоторых проблемах эффективного управления в российском кораблестроении: опыт, противоречия, перспективы // Морской вестник. — 2013. — № 1S (10). — С. 124—125. Тираж 1000
- Рабош В. А., Солдатов А. В. Структура мироздания в художественной и научной картинах мира // Известия Российского государственного педагогического университета имени А. И. Герцена. — 2014. — № 171. — С. 30—41. (копия 1, копия 2)
- Солдатов А. В., Солдатов А. А. Политическая культура как фактор формирования электорального поведения граждан России // Труды Санкт-Петербургского государственного университета культуры и искусств. — 2015. — Т. 208. Социология культуры: опыт и новые парадигмы. Часть 2. VI Санкт-Петербургские социологические чтения Международная научная конференция 17–18 апреля 2014 года, Санкт-Петербург. — С. 239—245. — ISSN 2308-0051. (копия 1, копия 2)
- Солдатов А. В., Медведев В. И., Шевченко М. М. Естественнонаучная и гуманитарная среда как фундаментальная основа формирования специалиста (на примере СПбГМТУ) // Морской вестник. — 2015. — № 4 (56). — С. 120—121. Тираж 1000
- Солдатов А. В., Шевченко М. М. Значение литературного творчества китайского мыслителя Лу Суня для формирования жизнеутверждающего, высоконравственного мировоззрения молодёжи в Китае и России Актуальные вопросы профессионального становления будущих специалистов в российских вузах : Материалы межвузовского «круглого стола». 2015. С. 120—129.
- Солдатов А. В., Воронина М. М., Медведев В. И., Османов А. И. Творчество академика М.В. Остроградского и его роль в развитии российского механико-математического образования в XIX в // Клио. — 2015. — № 2 (98). — С. 205—210. — ISBN 2070-9773.
- Рабош В. А., Солдатов А. В. Структура мироздания в художественной и научной картинах мира // Картина человека: философия, культурология, коммуникация. Коллективная монография / Российский государственный педагогический университет имени А. И. Герцена, Гродненский государственный университет имени Я. Купалы, Петровская академия наук и искусств, Институт философии человека РГПУ имени А. И. Герцена, Герценовское философское общество. — СПб.: РГПУ имени А. И. Герцена, 2016. — С. 165—179.

### Научная редакция, соредакция
- Антропный принцип в структуре научной картины мира: (история и современность): материалы Всесоюзного семинара, 28-30 ноября 1989 г. Ч. 1. — Л., 1989. — 83 с.
- Взаимодействие науки и теологии в изучении проблем природы и общества. История и современность. Тезисы докладов V Международного семинара.. — СПб., 1992. — 200 экз.
- Международный семинар «Гносеологические аспекты соотношения науки и богословия». — СПб., 1993.
- О первоначалах мира в науке и теологии: Сборник статей / Редкол.: Ю. И. Светов (ред.-сост.) и др ; Фонд изучения проблем науки и теологии им. П. А. Флоренского. — СПб.: Петрополис, 1993. — 366 с. — ISBN 5-86708-014-5.
- Экологическая культура в научных, философских и богословских интерпретациях 1996 г. : материалы IX междунар. конгресса, Санкт-Петербург, 17-19 октября 1996 г. / Санкт-Петербургский гос. морской техн. ун-т, Санкт-Петербургская духовная акад. и семинария ; отв. ред.: А. В. Солдатов ; Российский гос. пед. ун-т им. А.И. Герцена. — СПб., 1996. — 161 с.
- Взаимодействие науки, философии и богословия в формировании идей эволюции в природе и обществе. Материалы XI Междунар. конгр., Санкт-Петербург, 25-27 окт. 1999 г = XI International Congress interaction of science, philosophy and theology on ideas of evolution in nature and society / Ред.-сост. В.М. Губанов; Отв. ред. А. В. Солдатов. — СПб.: СПбГМТУ, 1999. — 101 с.
- Взаимодействие науки, философии и религии на рубеже тысячелетий: прошлое, настоящее и будущее. Материалы XII Междунар. конгр., Санкт-Петербург, 27-30 окт. 2002 г = Interaction of science, philosophy and theology at the boundary of millennium: past, present, future / Отв. ред. А. В. Солдатов; Ред.-сост. В. Н. Зыков. — СПб.: СПбГМТУ, 2002. — 169 с.
- Религиоведение: Учеб. пособие: Для студентов гуманит. спец. вузов / К.ф.н., доц. А. Н. Швечиков, д.-чл. РАН Л. Н. Митрохин, прот., проф. В. Ф. Мустафин и др.; Науч. ред. д.ф.н., проф. А. В. Солдатов. — 4-е изд., испр. и доп. — СПб.: Лань, 2003. — 797 с. — (Учебники для вузов. Специальная литература).
- Религиоведение : Учебное пособие для гуманитарных специальностей вузов / Науч. ред. А. В. Солдатов. — 5-е изд., стереотип. — СПб.: Лань, 2004. — 800 с. — (Учебники для вузов. Специальная литература). — ISBN 5-8114-0505-7.
- Введение в философию : учебное пособие для студентов высших учебных заведений по направлению 540400 (050400) — "Социально-экономическое образование" / под ред. А. В. Солдатова [д.ф.н., проф.]. — СПб.: Лань, 2007. — 575 с.